# Vaals
Vaals – gmina w Holandii, w prowincji Limburgia.

## Miejscowości
Holset, Lemiers, Vaals, Vijlen.